# Brunch

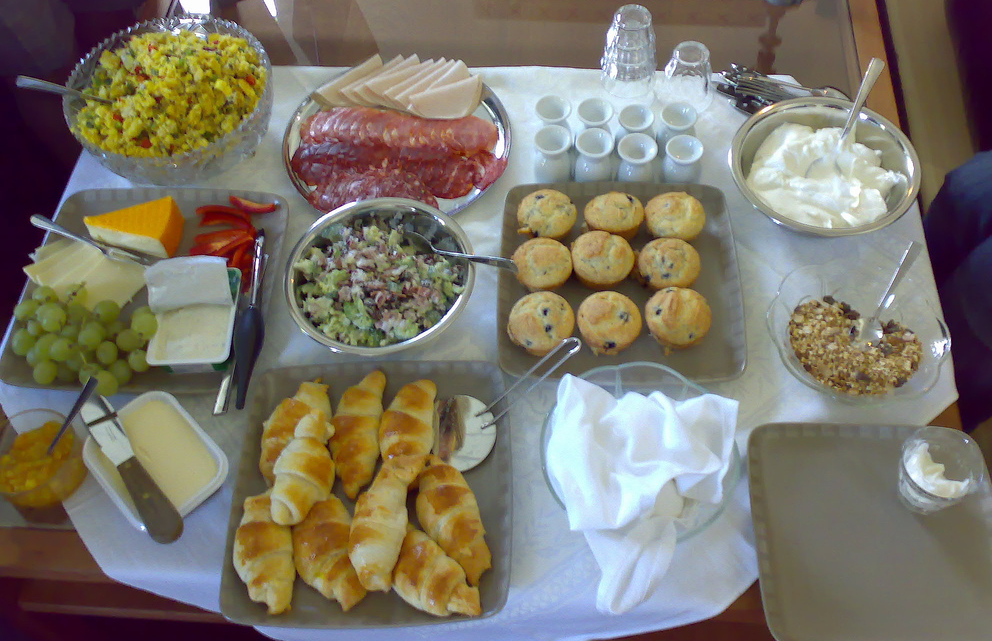
Stół przygotowany do posiłku

Brunch (ang. breakfast + lunch) – posiłek jadany późnym rankiem lub wczesnym przedpołudniem (w godzinach od 10 do 11:30), w czasie którego spożywa się produkty zarówno typowo śniadaniowe, jak i właściwe obiadom. Wywodzi się z tradycji anglosaskiej, ma wiele cech wspólnych z drugim śniadaniem, znanym w kuchni polskiej.
Brunch staje się coraz bardziej popularny na całym świecie, także w Polsce. Pojawia się głównie w dni świąteczne i składa się z gorących i zimnych zakąsek.

## Etymologia słowa
Słowo pochodzi od połączenia nazw dwóch posiłków, pomiędzy którymi się go spożywa: breakfast oraz lunch. Termin został użyty w latach dziewięćdziesiątych XIX wieku w angielskiej prasie i wszedł najpierw do gwary studenckiej, a następnie znalazł się w powszechnym obiegu, szczególnie w Stanach Zjednoczonych.